# Kristinn Hrafnsson

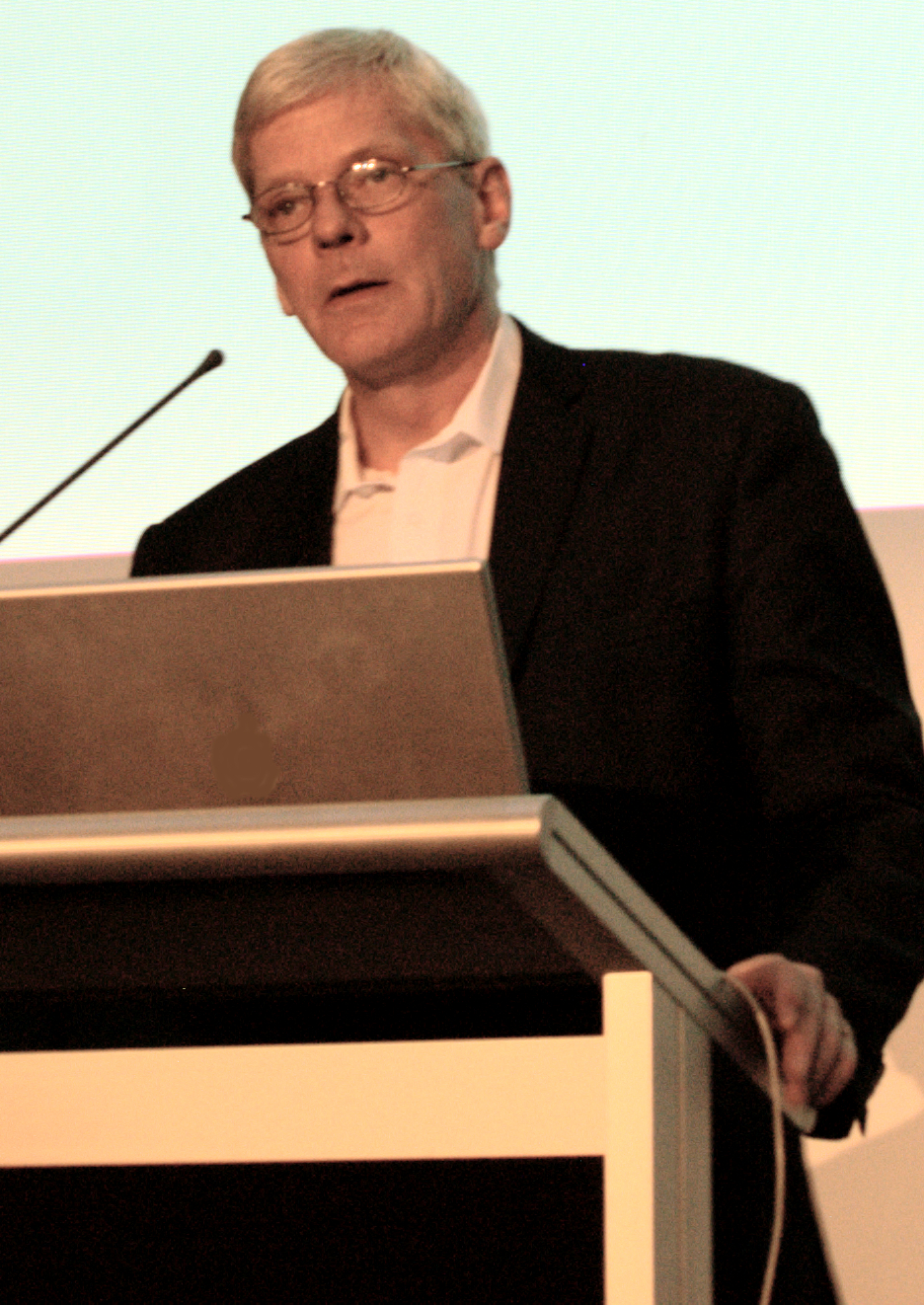
Kristinn Hrafnsson

Kristinn Hrafnsson (25 juni 1962) is een IJslandse onderzoeksjournalist. Hij is de woordvoerder van het internetplatform WikiLeaks. Hij geldt als de tweede man achter Julian Assange en is, net als de voormalige woordvoerder Daniel Domscheit-Berg, een van de drie mensen van het platform die niet anoniem gebleven zijn.

## Biografie
Hij was werkzaam bij het IJslandse mediabedrijf Ríkisútvarpið (RÚV), voordat hij na de ineenstorting van de Kaupthing Bank in 2008 steun gaf aan de Icelandic Modern Media Initiative (IMMI), die leidde tot vooruitstrevende mediawetten met een uitgebreide bescherming van bronnen. Hij reisde onder andere naar Bagdad om de overlevenden van de door WikiLeaks gepubliceerde aanval op journalisten te interviewen. Later werd hij bij de RÚV ontslagen.